# 秋葉令奈
秋葉 令奈（あきば れな）は、日本の女性アイドル。北海道釧路市出身。
クリエイティブアイドルとして、セルフプロデュースから作詞、映像・画像編集、イラスト、デザインまで自らこなしている。個人事務所「合同会社ＲＣＳ」を経営する社長でもある。
北海道の豊かな産物を衣装や歌詞に組み込んだ表現が特徴。テーマカラーは「天然ピンク」。
2022年10月から釧路市観光大使を務めている。

## 概要
北海道釧路市にて長女として生まれ、中学卒業後、函館の高校に進学。
高校時代は合唱部で、元々は父の影響で映像作家志望だった。京都造形芸術大学で映像・アニメーションの技術を研鑽し、卒業後大阪に移って映像作品の製作とライブ活動を始める。
京都造形芸術大学へ進学したのは、当時秋元康が副学長を務めていたからで、おニャン子クラブに憧れていたことから、秋元のゼミに入り、写真集を自作し秋元のもとへ持っていった所、秋元に「こんな制作技術があるんだから、アイドルになるのはやめなさい」「20歳ではアイドルになるのは遅すぎる」と返答されてしまう。しかし、それをバネに一念発起して自らの会社を設立し、クリエイティブアイドルとして自立した活動を始めた。
クリエイティブアイドルを「自らはアイドルでありつつも自身の表現したい世界観を持ち、常に向上心を持って未知なる可能性に挑戦するアーティスト。」と定義しており、単なるセルフプロデュースにとどまらない新たなアイドルのスタイルを世界に広めることを自身のライフワークとしている。
ヲタ芸については、演者と客がともに織り成すことで成り立つ一つの芸術として肯定している。

## ディスコグラフィ

### シングル
| 枚  | 発売日        | タイトル           | 規格品番  |
| --- | ------------- | ------------------ | --------- |
| 1st | 2010年2月24日 | 恋する天然ピンク   | RCS-CD001 |
| 2nd | 2011年5月21日 | 記憶の天然ピンク   | RCS-CD002 |
| 3rd | 2013年8月14日 | 化身の天然ピンク   | RCS-CD003 |
| 4th | 2014年6月10日 | 大地の天然ピンク   | RCS-CD004 |
| 5th | 2019年9月10日 | ミルクでカンパイ！ | RCS-CD008 |

### ミニアルバム
| 枚  | 発売日        | タイトル                   | 規格品番  |
| --- | ------------- | -------------------------- | --------- |
| 1st | 2015年11月7日 | 全国ご当地天然ピンク vol.1 | RCS-CD007 |

### ベストアルバム
| 枚  | 発売日        | タイトル               | 規格品番  |
| --- | ------------- | ---------------------- | --------- |
| 1st | 2015年2月22日 | れなちだよぉぉぉぉぉ！ | RCS-CD006 |
| 2nd | 2020年2月22日 | H2Oぉぉぉぉぉ!!        | RCS-CD009 |

## 連載
- 釧路新聞電子版にて「れなちの遡上！」というコラムを連載している。[7]

## 講演
- 2018年4月21日(土)　第７回釧路地域クラウド交流会（会場：釧路市観光国際交流センター）[8]

## メディア出演
- HBC北海道放送「グッチーな！」
- インターネット番組「ふじすて××」
- エフエムくしろ
- NHK教育（現:Eテレ）「デジスタ・ティーンズ」
- NHK総合「つながる＠タンチョウ」など
- 朝日放送「小薮★スターリオン」
- サンテレビ「おとなの子守唄」
- テレビ大阪「それ、テレビ大阪やろ。春祭り(よる)」
- FMねむろ
- FMアップル
- ラジオ大阪 OBC
- FM aiai
- FMちゃお

## CM
- 株式会社日専連釧路CMソング[9]